# Hymn
Singles de Moby
All That I Need Is To Be Loved
(1993) Feeling So Real
(1994)
Pistes de Everything is Wrong
Feeling So Real
(02)
Hymn est une chanson de l'artiste électronique américain Moby sortie en 1994 comme 2e single extrait de l'album Everything is Wrong.
La chanson se hisse à la 31e position du UK Singles Chart et à la 10e position du Billboard Hot Dance Club Play. La version présente sur l'album servant simplement d'introduction a beaucoup déçu les fans contrairement aux versions sorties en single (versions This Is My Dream, I Believe,...). Hymn est souvent considéré par de nombreux DJs comme le meilleur titre électro de Moby dont ils se seraient « arrachés le disque à prix d'or ».

## Clip vidéo
Il existe deux clips vidéos de cette chanson (la version utilisée est This Is My Dream) :
- Celle de Walter Stern où on peut voir Moby dans un champ à multiples reprises entouré d'éclairs[3].
- Celle de Paul Yates (un ancien ami de Moby) où on peut voir Moby dans son rêve : il est d'abord dans une caisse au milieu des nuages puis se retrouve dans une salle (emprisonné par des filets) où il se retrouve face à son ange et son démon[4].

## Liste des morceaux

### CD
| 1. | Hymn (This Is My Dream)                     | 3:45 |
| 2. | All That I Need Is To Be Loved (H.O.S. Mix) | 2:45 |
| 3. | Hymn (European Edit)                        | 8:57 |
| 4. | Hymn (Laurent's Wake Up)                    | 8:43 |

| 1. | Hymn.Alt.Quiet.Version | 33:43 |

| 1. | Hymn (This Is My Dream 7" Version) | 3:43 |
| 2. | Hymn (European Edit)               | 8:57 |
| 3. | Hymn (Laurent's Wake Up)           | 8:43 |
| 4. | Hymn (Lucky Orgasm)                | 6:03 |

| 1. | Hymn (European Mix) | 7:02 |
| 2. | Hymn (Menacing Mix) | 5:57 |
| 3. | Hymn (I Believe)    | 7:08 |
| 4. | Hymn (Dirty Hypo)   | 7:21 |
| 5. | Hymn (Upriver)      |      |

## Classements
| Charte (1994)                      | Meilleure position |
| ---------------------------------- | ------------------ |
| UK Singles Chart                   | 31                 |
| U.S. Billboard Hot Dance Club Play | 10                 |